# محاضرة جون ويلفرايد جينكينسون التذكارية
كان جون ويلفريد جينكينسون (1871-1915) رائدًا في مجال البيولوجيا التنموية والمقارنة (رائد علم الأحياء التنموي التطوري) وواحدًا من أوائل من قدموا علم الأجنة التجريبي إلى المملكة المتحدة في بداية القرن العشرين. درس في الأصل الكلاسيكيات كطالب جامعي في أكسفورد، قبل تحويل انتباهه إلى علم الحيوان تحت إشراف والتر فرانك رافائيل ويلدون في كلية لندن الجامعية. سافر أيضا إلى أوتريخت في هولندا، للعمل مع هوبريخت، وتعرف على أساليب ونهج جديدة في علم الأجنة. في عام 1905، عُيّن أول محاضر في علم الأجنة في جامعة أكسفورد في إنجلترا، وفي عام 1909 نشر أول كتاب مدرسي باللغة الإنجليزية عن علم الأجنة التجريبي لخص فيه العمل الأخير في الانضباط العلمي الناشئ وانتقد النظريات الحيوية الجديدة لهانس دريستش.
عند اندلاع الحرب في عام 1914، انضم جينكينسون إلى فيلق أكسفورد للتدريب التطوعي. في يناير 1915 عين في الكتيبة الثانية عشرة من فوج ورسسترشاير وسرعان ما ترقى إلى رتبة نقيب. غادر جينكينسون إنجلترا مع كتيبته في مايو، وأرسل الى الدردنيل في تركيا. في 4 يونيو 1915، بعد أيام فقط من وصوله إلى شبه جزيرة جاليبولي، قُتل جنكينسون. بعد وفاة جنكينسون في حملة جاليبولي في يونيو 1915، أنشأت جامعة أكسفورد محاضرة جون ويلفريد جينكينسون في ذكراه. تتطلب القوانين الأصلية من المحاضر أو المحاضرين، المعينين سنويًا، تقديم "محاضرات واحدة أو أكثر أو عروض محاضرات حول علم الأجنة المقارن أو التجريبي".
في كل عام، يختار مجلس الناخبين واحدًا أو اثنين من محاضري جينكينسون المدعوين إلى أكسفورد لتقديم محاضرة في المجال الواسع لعلم الأحياء التنموي. تتضمن قائمة محاضري جينكينسون العديد من الأسماء المميزة، بما في ذلك الحائزين على جائزة نوبل (المميزة بعلامة *).

## حاملو ومقدمو محاضرة جون ويلفريد جينكينسون
- 1961 ميخائيل فيشبيرج
- 1962 بي اتش تفت
- 1963 فولفجانج بيرمان
- 1964 جان براشيه
- 1965 روبرت إيفريت بيلينجهام
- 1966 جان إريك إدستروم
- 1966 ألبرتو مونروي
- 1967 *روبرت إدواردز
- 1968 جورج كلاين
- 1969 ريموند مايكل غازي
- 1969 هوبير شانترين
- 1970 سيدني برينر
- 1970 نيلز كاج جيرني
- 1971 إرنست هادورن
- 1971 جون مردوخ ميتشيسون
- 1972 آن مكلارين
- 1972 جونتر جيريش
- 1973 سوسومو أونو
- 1974 روجيرو سيبيليني
- 1975 أندريه تاركوفسكي
- 1976 لم تعقد أي محاضرة رسمية
- 1977 نيلز روبرت رينغرتس
- 1978 مارتن لوشر
- 1978 أرمين تشارلز براون.
- 1980 باسكو راكيتش
- 1980 والتر فيرز
- 1980 نيكول لو دوارين
- 1981 فيرنر رايشاردت
- 1981 أنطونيو غارسيا بيليدو
- 1982 ليونيل جافي
- 1982 موريس سوسمان
- 1983 ستانلي م. كرين
- 1984 رودولف يانس
- 1984 *روبرت إدواردز
- 1985 جيفري شارلمان دوز
- 1985 *فرانسوا جاكوب
- 1985 هانز جورج شفايجر
- 1986 دبليو. ماكسويل كوان
- 1986 مارك كيرشنر
- 1986 بيتر أنتوني لورانس
- 1987 *جيرالد إيدلمان
- 1988 كوري غودمان
- 1989 جوزيف شيل
- 1989 *جون غوردون
- 1989 ويبستر ك. كافيني
- 1990 كاي سيمونز
- 1991 كارلا شاتز
- 1991 هارولد وينثروب
- 1992 مانفريد شارتل
- 1992 نوريوكي ساتوه
- 1992 بروس كاتاناخ
- 1993 تشاك بي. كيميل
- 1993 أندرو لومسدن
- 1994 بيتر غروس
- 1995 بريجيد هوجان
- 1996 راي غيليري
- 1996 سوزان ك ماكونيل
- 1997 جيمس سي سميث
- 1997 كليف تابين
- 1997 *تيم هانت
- 1998 بيتر ج. براينت
- 1999 دافور سولتر
- 1999 فرانسواز ديترلان ليفر
- 2000 بيتر هولاند
- 2000 ماكس بير
- 2000 إدواردو بونسينيلي
- 2001 مارك تيسييه لافين
- 2002 *روجر تسيان
- 2002 إنريكو كوين
- 2003 مايك بيت
- 2004 شيريل تايكل
- 2004 رودي راف
- 2005 جيرد يورغنز
- 2005 ديفيد وايزبلات
- 2006 ستيفن كوهين
- 2006 مايكل أكام
- 2007 شيجيرو كوراتاني
- 2007 جانيت روسانت
- 2008 ريتشارد غاردنر
- 2008 ديدييه ستينير
- 2009 شون بي. كارول.
- 2009 ويندي بيكمور
- 2010 نيك هاستي
- 2010 بول ستيرنبرغ
- 2010 ديفيد كينغسلي
- 2011 يورغن نوبليك
- 2012 كارولين دين
- 2012 هوبي هوكسترا
- 2013 أوليفييه بوركي
- 2013 نيبام باتل
- 2014 جيرو ميسنبوك
- 2014 أليكس شير
- 2015 *جون غوردون
- 2016 ديتليف ويغل
- 2016 ليندا بارتريدج
- 2017 *جنيفر دودنا
- 2018 تشون لو
- 2018 إليزابيث روبرتسون
- 2019 أندريا براند
- 2019 *شينيا ياماناكا
- 2022 نانسي بابالوبولو
- 2023 دينيس دوبول

## إدارة المحاضرات
ينتخب المحاضرين من قبل مجلس انتخابي يتكون من: نائب رئيس جامعة أكسفورد؛ ورئيس كلية إكستر، أكسفورد؛ وأستاذ ريجيوس للطب؛ وأستاذ ليناكر لعلم الحيوان؛ وأستاذ واينفليت لعلم وظائف الأعضاء؛ والدكتور والأستاذ لي للتشريح؛ وعضو في مجلس العلوم الرياضية والفيزيائية وعلوم الحياة الذي انتخبه ذلك المجلس.